# Niebieszczany

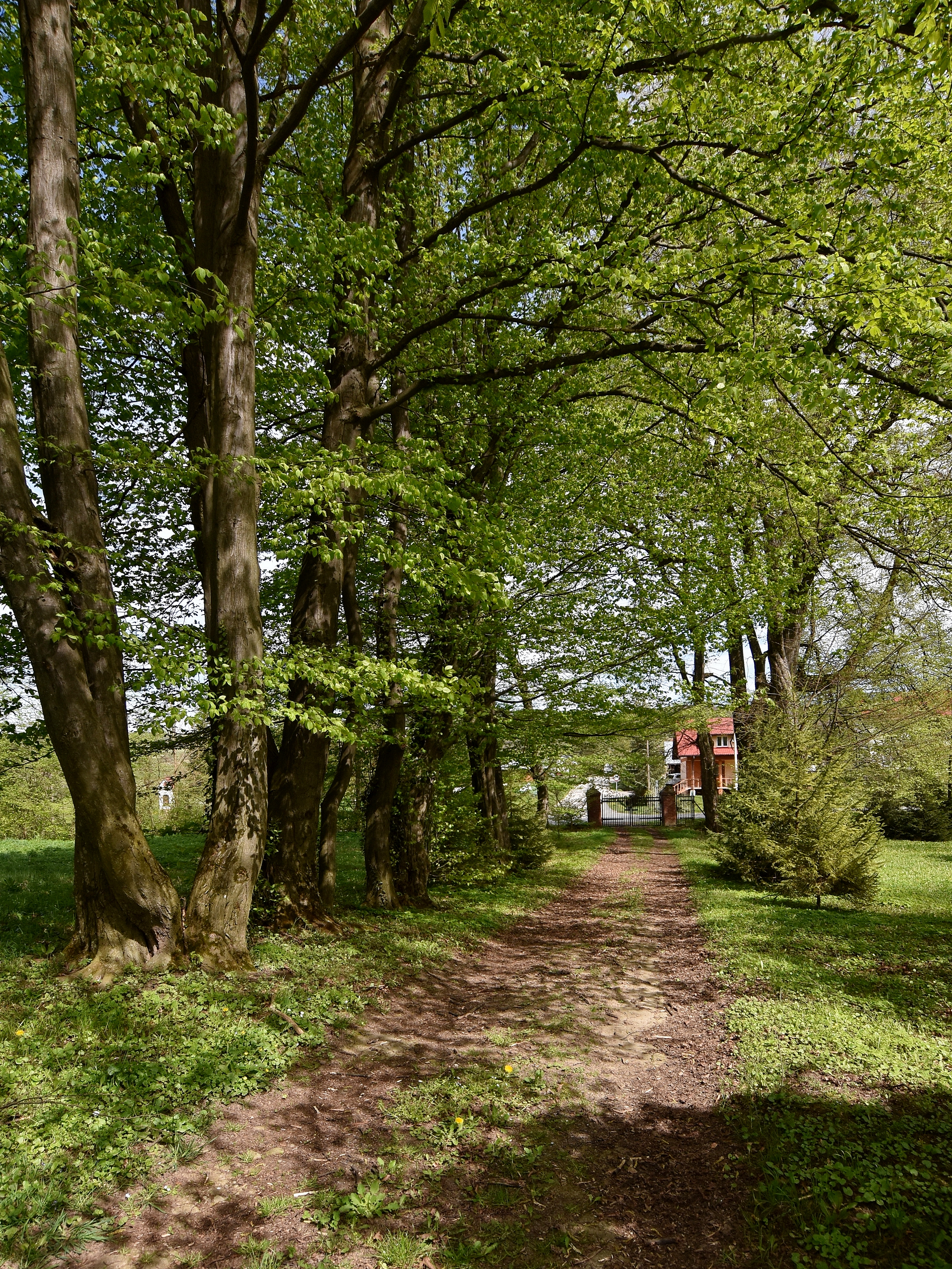
Zabytkowy park dworski

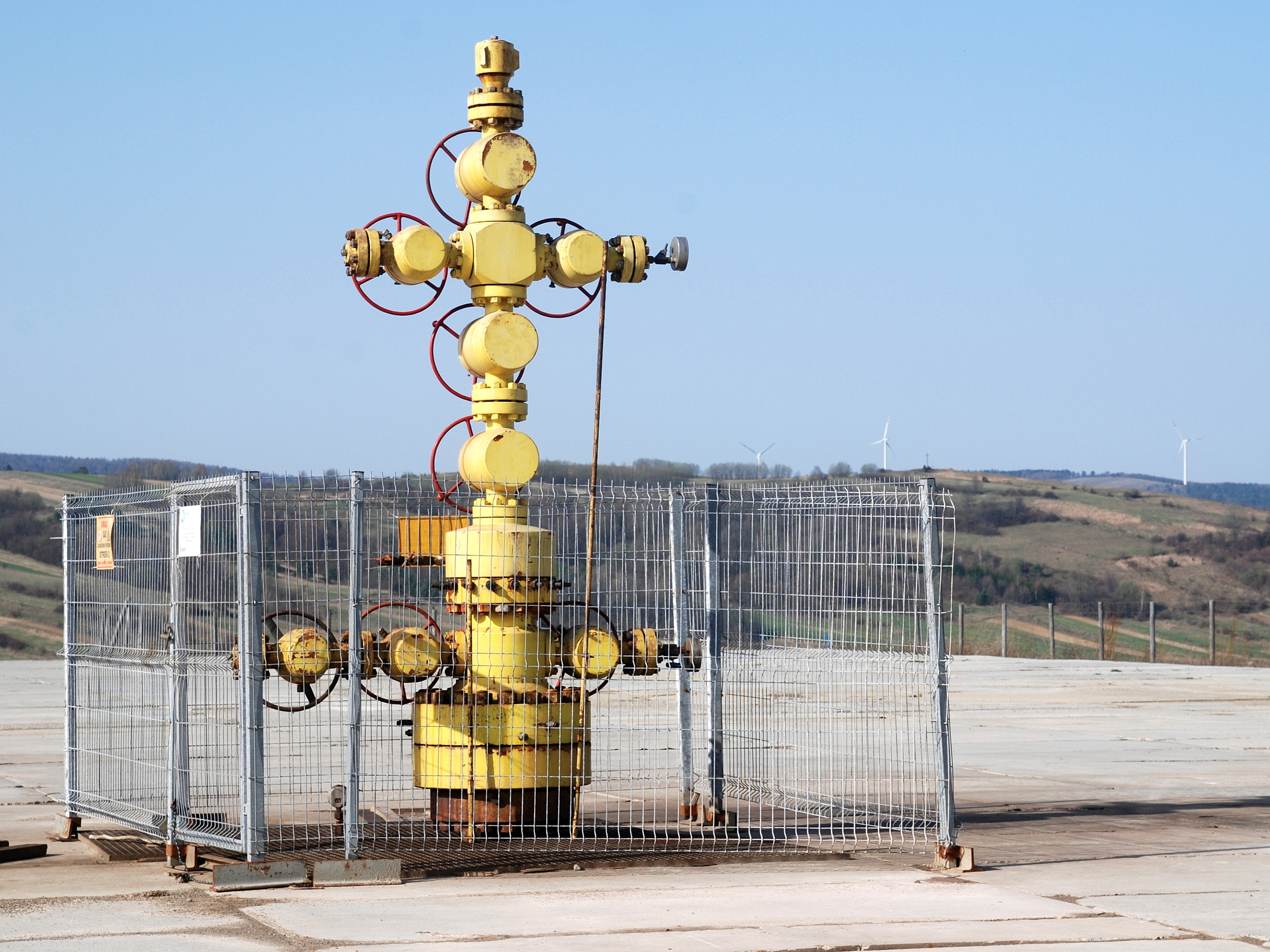
Odwiert Niebieszczany-1

Niebieszczany – wieś w Polsce położona w województwie podkarpackim, w powiecie sanockim, w gminie Sanok. W roku 2006 wieś liczyła 2500 mieszkańców oraz 491 domów. 
| SIMC    | Nazwa      | Rodzaj    |
| ------- | ---------- | --------- |
| 0359445 | Dwór       | część wsi |
| 0359451 | Łazy       | część wsi |
| 0359468 | Pod Dębiną | część wsi |

## Historia
Wieś na Pogórzu Bukowskim wymieniona już w 1376 r. jako Najna lub Nana, została następnie lokowana przywilejem królewskim na prawie magdeburskim w roku 1430 przez Fryderyka z Miśni. Pierwszym właścicielem wsi był Fryderyk Myssnar z Miśnii. W 1460 powstaje fundacja Fryderyka Jaćmirskiego Myssnara z Miśnii, miecznika sanockiego, właściciela Jaćmierza i Niebieszczan dla kościoła. Po nim kolejno jego synowie Mikołaj, Jan (stolnik lwowski) i Leonard (z Pobiedna, wojski sanocki), którzy używali nazwiska Niebieszczańscy. W roku 1461 Jan Myssnar Jaćmirski właściciel miejscowego obronnego dworu uposaża parafię w Niebieszczanach o kolejne dotacje. Po Jaćmirskich właścicielami wsi są Drohojowscy, protestanci, którzy w II poł. XVI wieku zamienili kościół na zbór kalwiński. Zbór w Niebieszczanach przetrwał do roku 1621, kiedy to na mocy wyroku sądu królewskiego Drohojowscy zmuszeni byli oddać świątynię katolikom. W roku 1712 powstał drugi drewniany kościół, rozebrany w roku 1926. W roku 1745 parafię wizytował biskup przemyski Wacław Hieronim Sierakowski. Przez cały wiek XIX do roku 1939 większościowa własność ziemska należała do p. Truskolaskich oraz Wiktorów. W roku 1900 wieś liczyła 1782 mieszkańców, całkowita pow. wsi wynosiła wówczas 1328 ha.
Zimą 1846 wieś wzięła czynny udział w rzezi galicyjskiej. 
Latem 1885 dobra Niebieszczany nabył Józef Wiktor za cenę 145 000 zł od Kornela i Eleonory Daukszów. Pod koniec XIX wieku właścicielką tabularną dóbr we wsi była jego żona Adela Wiktor. W 1905 ich syn Kazimierz Wiktor posiadał we wsi obszar 599,7 ha.
W II Rzeczypospolitej wieś w powiecie sanockim województwa lwowskiego. Podczas II wojny światowej działała w Niebieszczanach V Placówka Armii Krajowej wchodząca w skład Obwodu Sanok. Jej dowódcą, do aresztowania w czerwcu 1944 roku, był sierżant Władysław Szelka ps. „Czajka”, „Borsuk”, a następnie Jerzy Jasiński ps. „Kadłubek”. W nocy z 20 na 21 października 1946 nacjonaliści ukraińscy z OUN-UPA zamordowali tutaj 6 Polaków. W obronie ludności cywilnej zginęło 2 żołnierzy Wojska Polskiego.
W okresie 1945–1946 w Niebieszczanach mieściła się kwatera antykomunistycznego Samodzielnego Batalionu Operacyjnego NSZ o kryptonimie „ZUCH”, podległego pod Oddział III, Komendy Okręgu VII (Kraków), której dowódcą był kpt. Antoni Żubryd. 
Od roku 1926 działa nieprzerwanie jedno z najstarszych kół gospodyń wiejskich. 
W latach 1975–1998 miejscowość administracyjnie należała do województwa krośnieńskiego.
W latach 1954-1972 wieś była siedzibą gromady Niebieszczany. Między 1 lutego a 1 kwietnia 1977 w gminie Zagórz.
We wsi funkcjonuje obecnie szkoła podstawowa do której uczęszcza 400 uczniów.
W latach 2010–2011 w Niebieszczanach odwiercono otwór poszukiwawczy za węglowodorami o nazwie Niebieszczany-1 o głębokości 4,8 km.

## Archeologia
Na terenie byłego majątku Morawskich znajdują się pozostałości obwarowań ziemnych (wałów i bastionów) bliżej nieznanej fortecy oraz pozostałości dworku z XIX wieku. Badania archeologiczne prowadzone tu w roku 1972 wydobyły podczas wykopalisk przedmioty datowane na okres od XVI-XVII wieku.

Grodzisko w Niebieszczanach
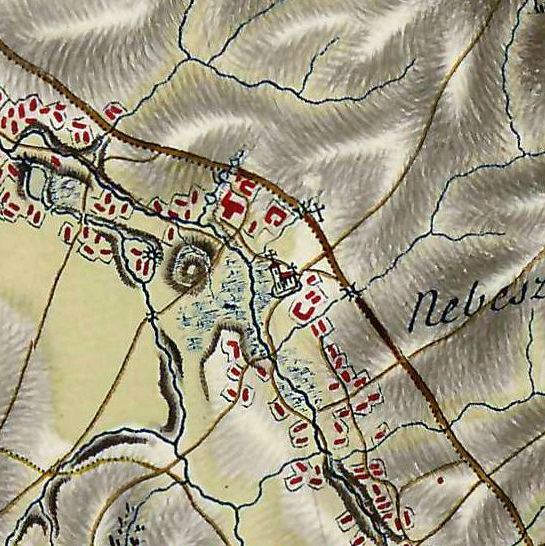
Wojskowa mapa z 1787, w centrum wsi widoczne grodzisko i dwór
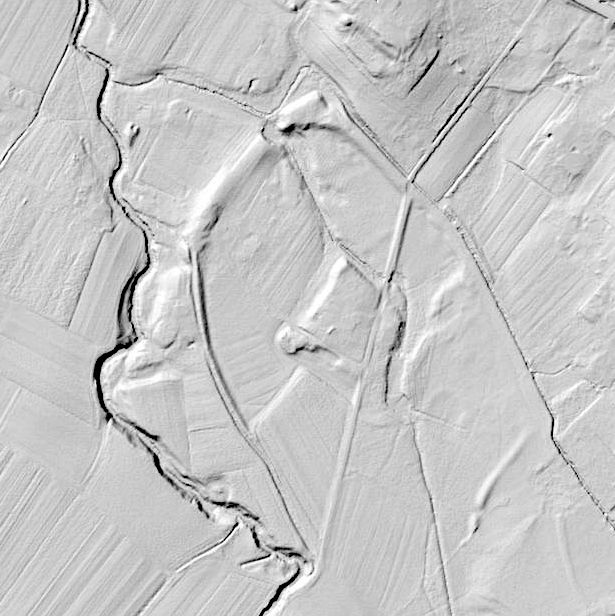
Zarys grodziska nad potokiem Niebieszczanka

## Religia
- Parafia św. Mikołaja w Niebieszczanach

## Ludzie związani z Niebieszczanami
- Stanisław Fal (ur. 29 kwietnia 1954 w Niebieszczanach) – polski polityk, działacz spółdzielczy, samorządowiec, poseł na Sejm II kadencji, działacz Polskiego Stronnictwa Ludowego.
- Józef Agaton Morawski (1893–1969) – ziemianin, rolnik, działacz społeczny, poseł na Sejm IV kadencji (1935-1938), właściciel majątki w Niebieszczanach
- Tomasz Morawski (ur. 24 października 1950 w Niebieszczanach) – Konsul Honorowy RP w Quito (Ekwador); publikacje Tomasz Morawski. "Więźniowie. Ekwador, kokaina i..." ISBN 978-83-7506-270-0.
- Jan Sitarz (ur. 12 października 1902 w Niebieszczanach) – starszy posterunkowy Policji Państwowej, zamordowany w 1940 ramach zbrodni katyńskiej[15]. W 2011 przy Szkole Podstawowej w Niebieszczanach posadzono Dąb Pamięci honorujący jego osobę[16].